# Портола-и-Ровира, Гаспар де
Гаспар де Портола́-и-Ровира (исп. Gaspar de Portolá i Rovira; 1716 — 1784) — испанский солдат и первопроходец, губернатор обеих Калифорний, основатель городов Сан-Диего и Монтерей.
Родился в Каталонии, в знатной семье. Состоял на государственной службе в Италии и Португалии, затем в 1767 году назначен вице-королём Калифорнии. После запрета Карлом III иезуитского ордена, Гаспару Портоле было поручено изгнание иезуитов из обеих Калифорний. Четырнадцать миссий были конфискованы и переданы францисканцам и несколько позднее — доминиканцам.
В 1769 и 1770 годах Гаспар Портола возглавил морскую и сухопутную экспедиции на север Калифорнии. Позже служил губернатором Пуэблы в Мексике. Остаток жизни провел в Испании, полковником драгунского полка.